# Haute-Épine

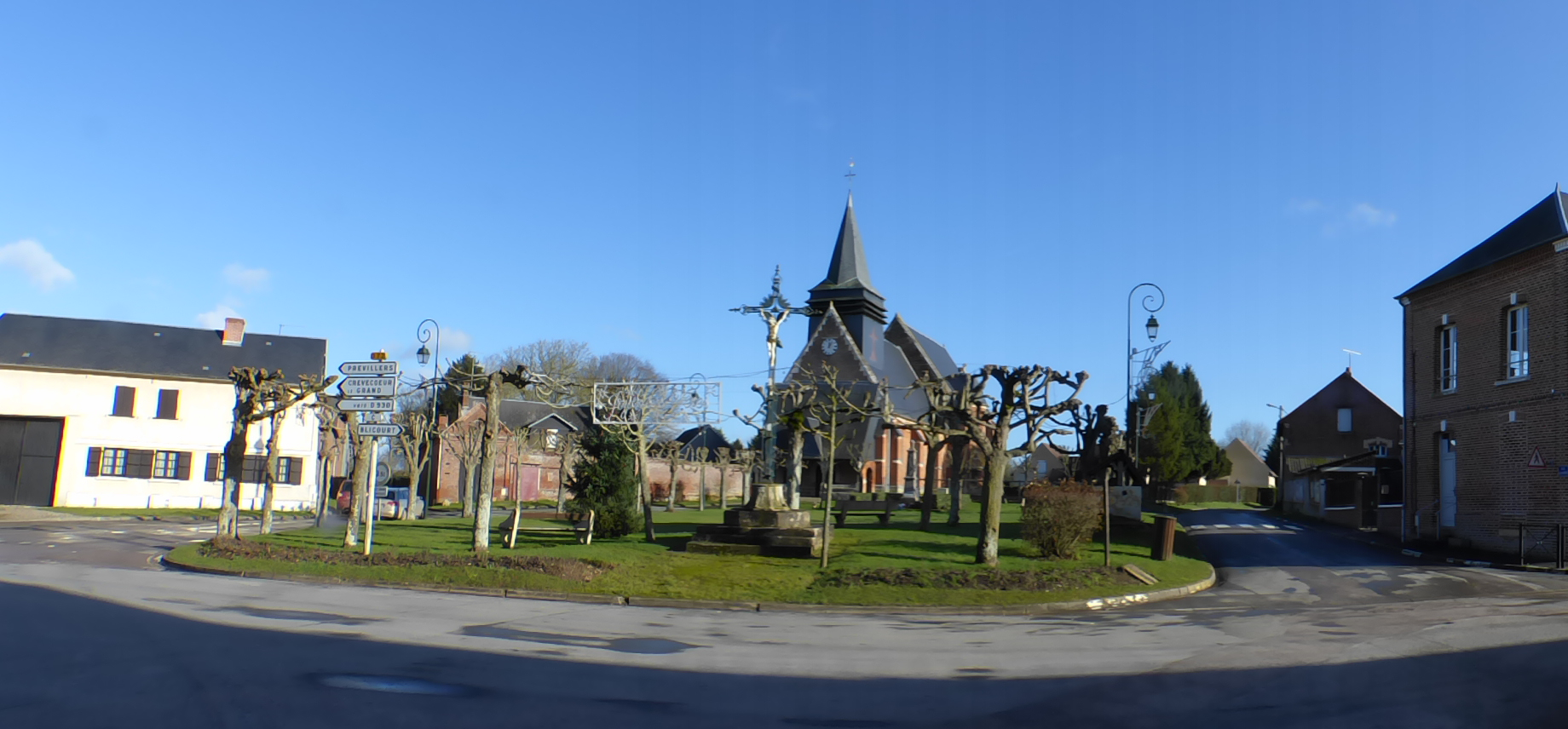
Haute-Épine, Dorfplatz (2015)

Haute-Épine ist eine französische Gemeinde mit 262 Einwohnern (Stand 1. Januar 2022) im Département Oise in der Region Hauts-de-France. Die Gemeinde liegt im Arrondissement Beauvais und ist Teil der Communauté de communes de la Picardie Verte und des Kantons Grandvilliers.

## Geographie
Das Straßendorf liegt auf der Hochfläche an der Départementsstraße D72, die am Nordrand des Orts von der Départementsstraße D930 (frühere Route nationale 30) gekreuzt wird, rund fünf Kilometer östlich von Marseille-en-Beauvaisis. Die Gemeinde umfasst einen Teil des Staatswalds Forêt Domaniale de Malmifait.

## Geschichte
Der Hof Woimaison, von dem noch geringe Reste in der Flur vorhanden sind, ging 1140 als Stiftung an das Kloster Beaupré in Achy. Die Gemeinde besaß einen Kalkofen, eine Ziegelei und eine Windmühle.

## Einwohner
| 1962 | 1968 | 1975 | 1982 | 1990 | 1999 | 2006 | 2011 |
| ---- | ---- | ---- | ---- | ---- | ---- | ---- | ---- |
| 208  | 220  | 171  | 167  | 179  | 246  | 282  | 284  |

## Verwaltung
Bürgermeister (maire) ist seit 2008 Aleth Beliard.

## Sehenswürdigkeiten
Siehe auch: Liste der Monuments historiques in Haute-Épine
- Kirche Saint-Mathurin[1]
- Reste des Gehöfts Woimaison